# 黎文盛

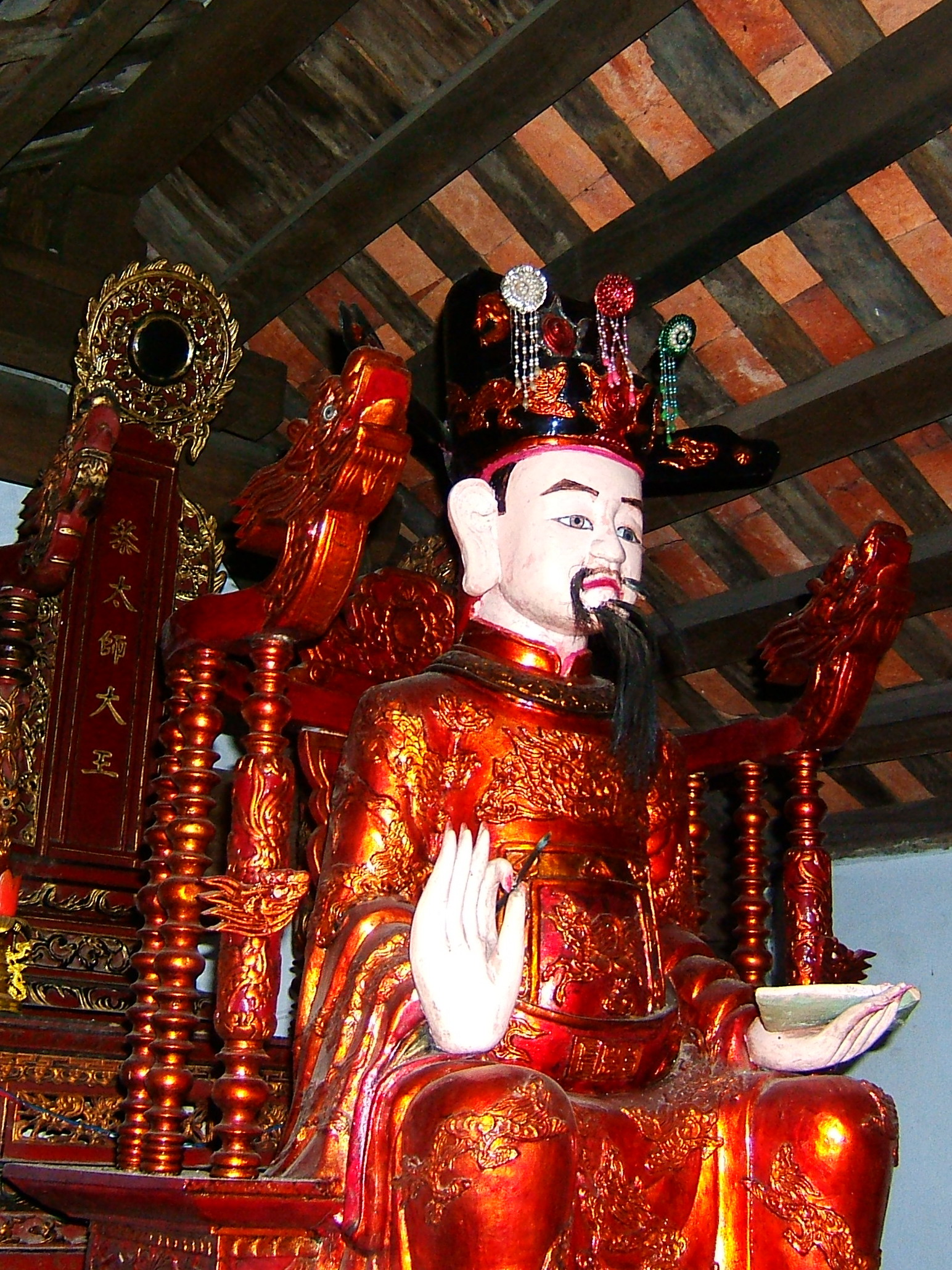
黎文盛像

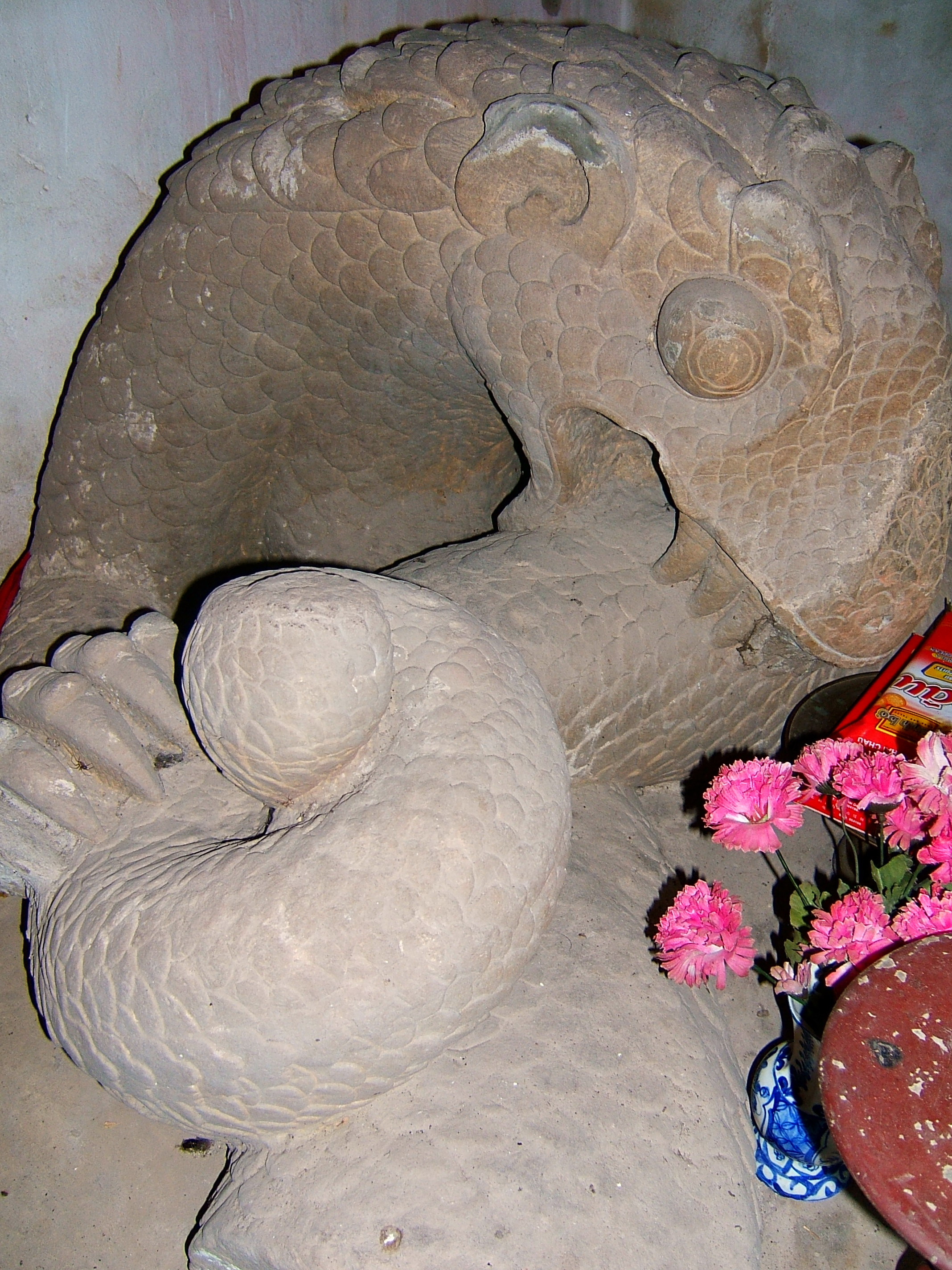
黎文盛庙里咬自己尾巴的蛇像

黎文盛（越南语：／，1038年？—？）越南李朝大臣，官至太师，为越南历史上第一位在科举考试中考中“状元”之人。

## 经历
黎文盛出生在今越南北宁省嘉平县东究社宝塔村。乙卯年（1075年）越南进行第一次科举考试，选拔明经、博学及试儒学三场，黎文盛中选，进侍帝学。
英武昭勝元年（1076年）十二月，由内給事升為兵部侍郎。英武昭勝九年（1084年）农历六月，以兵部郎中身份率领李朝使团到宋朝永平寨（今中国广西境内），商议疆界，宋朝冊封黎文盛為龍圖閣待制。廣祐元年（1085年）八月任太师。廣祐七年（1091年），向国君献白象。
會豐五年（1096年），黎文盛被以謀反罪罷免了太師之職。根據《越史略》、《大越史記全書》的記載，李仁宗架小舟觀魚於窑潭。水上烟雾弥漫，李仁宗听到摇橹声太近，认为有人趁机谋杀他，便以戈投之。須臾霧散，船中出現了一隻虎，眾人驚懼變色。漁夫穆慎投網撒去，將虎困住，竟然發現虎是黎文盛變的。根據官方的史料說法，黎文盛早年手下有一大理家奴，善幻术，黎文盛曾向其学習；而此次水上烟雾便是黎文盛幻术所致，試圖借機弑君篡位。因其是朝廷重臣，李仁宗不忍殺害，便将其流放到了洮江頭（今富寿省三农县）。
此后黎文盛便在史书中失去了记载，估计他在流放地逝世。

## 腳註
1. ↑  黎文盛謀反案的時間，《越史略》作十一月，《大越史記全書》作三月。